# Michele Borelli
Michele Borelli (Alessandria, 1º dicembre 1909 – Alessandria, 19 luglio 1976) è stato un allenatore di calcio e calciatore italiano, di ruolo terzino o mediano.

## Caratteristiche tecniche
Dotato di fisico asciutto e buona tecnica, era un giocatore eclettico che però venne impiegato soprattutto in mediana come giocatore di fatica.

## Carriera
Giocò in Serie A con Alessandria, Liguria e Genova 1893.
Formatosi nell'Alessandria, giocò con i grigi nove campionati consecutivi nella massima serie italiana, ottenendo come miglior piazzamento il terzo posto nel girone finale della Divisione Nazionale 1927-1928. Con il suo club raggiunse la finale, pur non giocandola, della Coppa Italia 1935-1936, persa contro il Torino. L'esordio in campionato con i piemontesi avvenne nella vittoria per 6-3 contro l'Inter del 5 luglio 1928.
Nel 1937 si trasferisce a Genova per giocare nel Liguria, con cui ottiene l'undicesimo posto nella Serie A 1937-1938.
Nel 1938 cambia squadra ma rimane comunque nel capoluogo ligure, passando al Genova 1893 che gli offrì un contratto da 5000 lire. Esordì con i rossoblù il 18 dicembre 1938, nella vittoria casalinga per 3-1 contro il Napoli. Con i genovani giocò la finale della Coppa Italia 1939-1940, persa contro la Fiorentina.
La carriera a alti livelli di Borelli fu interrotta a causa di un infortunio al menisco. Dopo un anno di stop nel 1942 divenne allenatore-giocatore dell'Ivrea, con cui ottenne il settimo posto nel Girone E della Serie C 1942-1943.
Terminata l'esperienza nel mondo del calcio si trasferì per 30 anni in Francia, a Modane, ove lavorò in una ditta di spedizioni.